# Feria, l'éclat des ténèbres
Pour les articles homonymes, voir Feria (homonymie).
Production
Diffusion
Feria, l'éclat des ténèbres (Feria: La luz más oscura, litt. « Feria : La lumière la plus sombre ») est une série télévisée espagnole en huit épisodes d'environ 50 minutes créée par Agustín Martínez et Carlos Montero, et mise en ligne le 28 janvier 2022 sur Netflix.

## Synopsis
À Feria, village d'Andalousie, au milieu des années 1990, deux jeunes sœurs, Eva et Sofía (Ana Tomen et Carla Campra), partent au soir rejoindre leurs amis à la fête de la Saint-Jean. Au retour, après leur réveil en plein après-midi, leurs parents sont injoignables. Les forces policières surgissent dans leur maison : les filles sont effrayées. Le lieutenant Guillén (Isak Férriz (es)) leur demande où sont les parents. Il s'explique que leurs parents ont disparu, et qu'ils ont commis un crime faisant 23 morts près de la mine abandonnée…

## Distribution
- Carla Campra : Sofía
- Ana Tomeno (VF : Maryne Bertieaux) : Eva
- Isak Férriz (es) (VF : Pierre Tessier) : Alvaro Guillén
- Marta Nieto : Elena
- Ernest Villegas : Pablo
- Salva Reina (VF : Alexandre Gillet) : l'officier Marcos
- Carlos Scholz (VF : Benjamin Lhommas) : Raúl
- Sauce Ena : Estrella
- Berta Hernández : Verónica
- Patricia López Arnaiz : Sandra
- Pablo Gómez-Pando (VF : Valéry Schatz) : Cuéllar
- Carmen Navas : Mar
- Jorge Motos (es) : Chisco
- Pepa Gracia : Candela
- Manolo Caro : Samuel
- Ángela Cremonte : Blanca
- Lazar Dragojevic : Halid
- Kandido Uranga : Copito
- Patty Bonet : Luz
- Felipe Pirazán : Mani
- Jesús Ortiz
- David Luque (VF : Laurent Morteau) : Belda
- America Valenzuela (VF : Anaïs Delva) : Ana Sanchez

 Source et légende : version française (VF) sur RS Doublage

## Production

### Attribution des rôles
En novembre 2020, on apprend que Marta Nieto, Ana Tomeno, Carla Campra, Ángela Cremonte, Patricia López Arnaiz, Isak Férriz et Ernest Villegas font partie de la distribution de cette série.

### Tournage

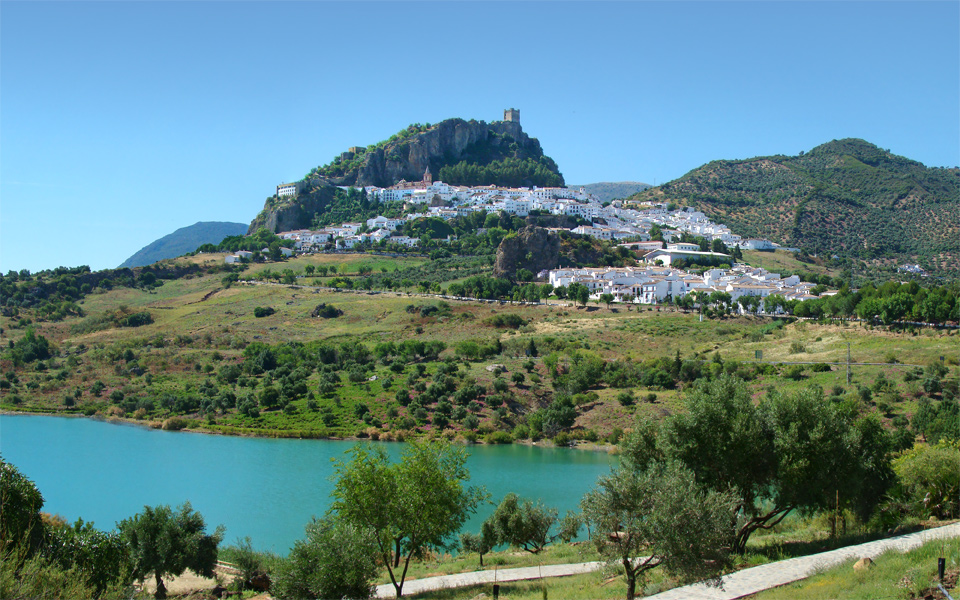
Zahara de la Sierra, dans la province de Cadix, décors ayant servi pour le village fictif de Feria.

Le tournage commence le 16 novembre 2020, à Minas de Riotinto, dans la province de Huelva, et le 26 février 2021 au village de Zahara de la Sierra, dans la province de Cadix.
Le village a ressenti un soulagement concernant l'économie et le tourisme grâce à la présence de l'équipe du tournage, en raison de la pandémie de Covid-19 en Espagne.

### Fiche technique
Sauf indication contraire, les informations mentionnées dans cette section peuvent être confirmées par la base de données cinématographiques IMDb,  présente dans la section « Liens externes ».
- Titre original : Feria: La luz más oscura
- Titre français : Feria, l'éclat des ténèbres
- Création : Agustín Martínez et Carlos Montero
- Casting : Irene Roqué
- Musique : Federico Jusid (es)
- Réalisation : Jorge Dorado et Carles Torrens
- Scénario : Agustín Martínez, Carlos Montero et Mikel Santiago
- Direction artistique : Marc Estrugo
- Décors : Dídac Bono
- Costumes : Eva Camino
- Photographie : David Acereto et Manel Aguado
- Montage : Dani Arregui, Carlos Egea, Domi Parra et Luis Calvo
- Production exécutive : Agustín Martínez et Carlos Montero
- Production associée : Ernesto Chao et Xavier Resina
- Société de production : Filmax
- Société de distribution : Netflix
- Pays de production : Espagne
- Langue originale : espagnol
- Format : couleur
- Genre : Thriller fantastique
- Nombre de saisons : 1
- Nombre d'épisodes : 8
- Durée : 41-60 minutes
- Date de première diffusion : 28 janvier 2022 sur Netflix

## Épisodes
1. Le Lac rouge (El lago rojo)
2. Babylone (Babilonia)
3. Offrande (Ofrenda)
4. Le Temple (El templo)
5. Le Dieu du feu (Dios del fuego)
6. Feria de sang (Feria de sangre)
7. L'Apocalypse selon Pablo (El apocalipsis según Pablo)
8. Le Roi solitaire (El Rey Solitario)

## Accueil
La série télévisée est diffusée le 28 janvier 2022, et rentre dans le top 10 de Netflix, en Espagne, lors de sa première semaine à la sixième place, avant de se disparaitre du classement. Quant à l'étranger, elle se classe à la septième position des séries non anglophones avec 16 millions d'heures.